# Iglesia de San Miguel (Teruel)
La Iglesia de San Miguel es una iglesia de Teruel.

## Descripción
De estilo barroco, cuenta con de tres naves y tres tramos, con crucero y cabecera plana.